# Wolfgang Mueller (Historiker)
Wolfgang Mueller (* 1970 in Wien) ist ein österreichischer Historiker. Seine Forschungsschwerpunkt liegen bei der sowjetischen Geschichte, dem Kalten Krieg und der Geschichte des politischen Denkens in Russland. Er lehrt an der Universität Wien.

## Werdegang
Mueller studierte von 1990 bis 1998 Geschichte an der Universität Wien sowie Musik am Konservatorium Wien. Von 2000 bis 2001 war er Mitarbeiter in der Kommission für Historische Pressedokumentation der Österreichischen Akademie der Wissenschaften (ÖAW) und am Demokratiezentrum Wien. In den Jahren 2001, 2002 und 2007 war er als Gastwissenschafter bei der Russischen Akademie der Wissenschaften (RAW) in Moskau tätig und von 2008 bis 2009 als Gastwissenschafter an der Stanford University. Von 2002 bis 2003 war er wissenschaftlicher Projektmitarbeiter am Institut für Osteuropäische Geschichte der Universität Wien. Von 2003 bis 2013 war er als Wissenschaftlicher Mitarbeiter (seit 2009 als Gruppenleiter) für die Historische Kommission der ÖAW tätig. Seit 2016 ist er Korrespondierendes Mitglied der ÖAW, seit 2017 Universitätsprofessor für Russische Geschichte an der Universität Wien sowie Ko-Vorsitzender der Österreichisch-Ukrainischen Historikerkommission.

## Publikationen (Auswahl)
Monographien
- Die sowjetische Besatzung in Österreich 1945–1955 und ihre politische Mission. Böhlau Verlag, Wien 2005.
- A Good Example of Peaceful Coexistence? The Soviet Union, Austria, and Neutrality, 1955–1991. Verlag der ÖAW, Wien 2011.
- A Cold War over Austria: The Struggle for the State Treaty, Neutrality and the End of East-West Occupation, 1945–1955 (= The Harvard Cold War Studies Book Series.) Lexington, Lanham 2018 (zusammen mit Gerald Stourzh).
- Der Kampf um den Staatsvertrag 1945–1955: Ost-West-Besetzung, Staatsvertrag und Neutralität Österreichs. Böhlau Verlag, Wien 2020 (zusammen mit Gerald Stourzh).

Herausgeberschaften
- Sowjetische Politik in Österreich 1945–1955: Dokumente aus russischen Archiven: Sovetskaja politika v Avstrii: Dokumenty iz Rossijskich archivov. Verlag der ÖAW, Wien 2005 (zusammen mit Arnold Suppan, N. Naimark, G. Bordjugov).
- Der österreichische Staatsvertrag 1955: Internationale Strategie, rechtliche Relevanz, nationale Identität: The Austrian State Treaty: International Strategy, Legal Relevance, National Identity. Verlag der ÖAW, Wien 2005 (zusammen mit G. Stourzh, A. Suppan).
- Osteuropa vom Weltkrieg zur Wende. Verlag der ÖAW, Wien 2007 (zusammen mit Michael Portmann).
- Peaceful Coexistence or Iron Curtain? Austria, Neutrality, and Eastern Europe in the Cold War and Détente, 1955–1989. Lit Verlag, Wien 2009 (zusammen mit A. Suppan).
- Nationen, Nationalitäten und Nationalismus im östlichen Europa: Festschrift für Arnold Suppan. Lit Verlag, Wien 2010 (zusammen mit Marija Wakounig, Michael Portmann).
- European Communist Parties and Eurocommunism in the Cold War. In: Journal of European Integration History. Band 20, Nr. 2, 2014.
- The Revolutions of 1989: A Handbook. Verlag der ÖAW, Wien 2015 (zusammen mit M. Gehler, A. Suppan).
- Kommunismus und Europa: Vorstellungen und Politik europäischer kommunistischer Parteien im Kalten Krieg. Schöningh Verlag, Paderborn 2016 (zusammen mit  F. Di Palma).

## Auftritte in Fernsehdokumentationen
- Hitler und Stalin - Ihre geheime Beziehung. Regie: Michaël Prazan, ORF: Universum History (online).

## Auszeichnungen
- 2020: Österreichischer Karl-von-Vogelsang-Staatspreis für Geschichte